# Economia do bem-estar
Economia do bem-estar é um ramo da economia que usa técnicas microeconômicas para determinar simultaneamente a eficiência alocacional dentro de uma economia e a distribuição de renda associada a ela. Ela tenta atingir o bem-estar social examinando as actividades econômicas dos indivíduos que constituem a sociedade.
A economia do bem-estar preocupa-se com o bem-estar dos indivíduos, em vez de grupos, comunidades ou sociedades, porque ela assume que o indivíduo é a unidade básica de medida. Também assume que os indivíduos são os melhores juízes do seu próprio bem-estar, que as pessoas preferem mais bem-estar do que menos bem-estar, e que o bem-estar pode ser mensurado adequadamente, seja em termos monetários ou como uma preferência relativa.
O bem-estar social refere-se ao estado utilitário total da sociedade. Frequentemente, ele é definido como a soma do bem-estar de todos os indivíduos da sociedade. O bem-estar pode ser medido ou essencialmente em termo de dólares ou "utilidades", ou mensurado ordinariamente em termos de utilidade relativa. O método essencial é raramente usado hoje em dia por conta da agregação de problemas que tornam duvidosa a precisão do método e também por fortalecer presunções subjacentes.
Esses são os dois lados da economia do bem-estar: eficiência econômica e distribuição de renda. A eficiência econômica é grandemente positiva e lida com o "tamanho do bolo". A distribuição de renda é muito mais normativa e cuida de "dividir o bolo".